# Marek Jędraszewski
Marek Jędraszewski (Poznań, 24 de julho de 1949) é um prelado católico romano polaco que é arcebispo de Cracóvia desde 8 de dezembro de 2016 e vice-presidente da Conferência Episcopal da Polónia desde 2014. Foi também arcebispo de Łódź de 2012 a 2017.
É conhecido por ser um defensor ortodoxo da fé e por estar aberto ao esforço e ao diálogo ecumênicos. A sua nomeação para a arquidiocese de Cracóvia foi recebida com surpresa em alguns setores.

## Vida
Marek Jędraszewski nasceu em Poznań.
Jędraszewski obteve seu diploma de ensino médio em 1967 e depois prosseguiu com estudos eclesiásticos até 1973 em Poznań. Ele recebeu sua ordenação ao sacerdócio do bispo Antoni Baraniak em meados de 1973. Ele então estudou filosofia na Pontifícia Universidade Gregoriana onde obteve um doutorado em 1975. Em 1974 ele se formou em estudos teológicos em Poznań e de 1973 a 1975 serviu como vigário paroquial na paróquia de São Martinho em Odalnów. Ele recebeu sua filosofia de bacharel em 1977. Em 20 de dezembro de 1979, defendeu sua tese de doutorado e o Papa João Paulo II lhe concedeu uma medalha de ouro.
De 1980 a 1996, serviu em Poznań como professor assistente e como prefeito de seminaristas de 1980 a 1987. De 1987 a 1996, foi editor (editor-chefe desde 1990) do jornal "Catholic Guide" e em 1996 fez o mesmo. seu grau de habilitação em Cracóvia em Jean-Paul Sartre e Emmanuel Levinas. Em 1996 ele se tornou professor associado em Poznań e também foi professor visitante do Pontifício Lateranense .
João Paulo II nomeou-o Bispo Auxiliar de Poznań em 17 de maio de 1997 e bispo titular e recebeu sua consagração episcopal em 29 de junho de 1997 de Juliusz Paetz. O Papa Bento XVI nomeou-o arcebispo de Lodz em 11 de julho de 2012 e foi entronizado no dia 8 de setembro. O Papa Francisco nomeou-o arcebispo de Cracóvia para suceder ao cardeal Stanisław Dziwisz e instalou-se em 28 de janeiro de 2017.
Ele participou da visita ad limina dos bispos com o Papa Francisco em 1 de fevereiro de 2014. Francisco nomeou-o membro da Congregação para a Educação Católica em 30 de novembro de 2013.
Em 2013, ele lançou uma iniciativa chamada "Diálogos na Catedral", que se tornou extremamente popular. As pessoas poderiam enviar um e-mail ao arcebispo perguntando sobre um aspecto da fé e ele responderia uma vez por mês em reuniões abertas na catedral.

## Opiniões

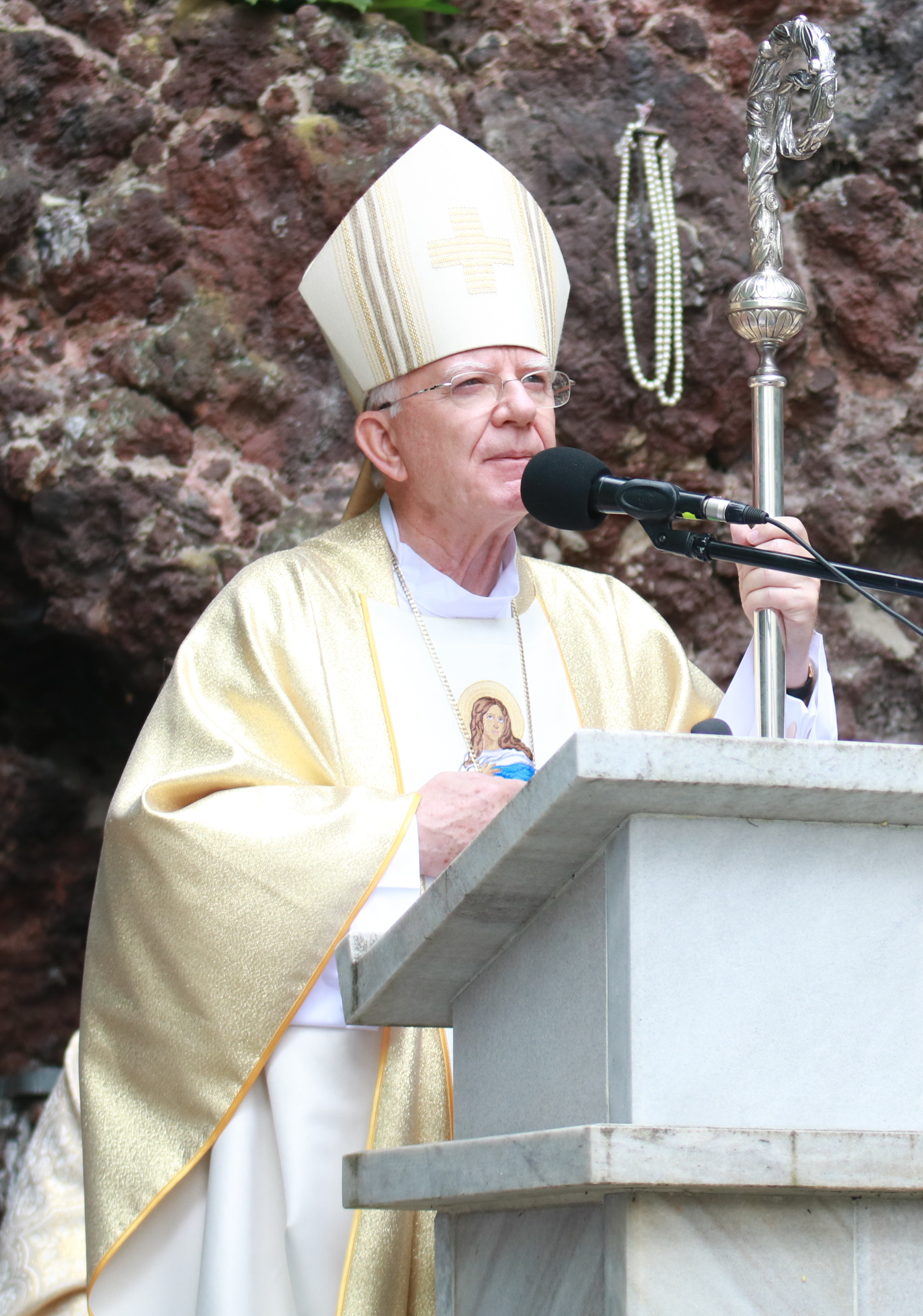
Jędraszewski em Prudnik, 2018

Jędraszewski é visto como um conservador que está aberto ao diálogo e é carismático com os fiéis.

### Tratamentos de fertilização in vitro
Quando o governo da Polônia começou a subsidiar tratamentos in vitro , ele disse que a fertilização in vitro era um ataque às dignidades de todas as pessoas e sugeriu que os casais inférteis deveriam recorrer à adoção, em vez de algo que ultrapassaria o poder criativo.

### Aborto
Jędraszewski se opõe ao aborto em todas as circunstâncias e defende "a proteção legal da vida humana desde a concepção até a morte natural".

### Ideologia de género
O arcebispo é um forte opositor da ideologia de gênero, referindo-se a ele como o "caminho direto para a autodestruição de nossa civilização". Ele estava falando em uma catequese adolescente em Pabianice sobre a importância de aceitar o próprio gênero quando ele convocou as pessoas a se oporem ao igualitarismo misantrópico, que ele lamentou ter "se tornado moda nos últimos anos". Jędraszewski chamou a ideologia de gênero de "ideologia extremamente perigosa que leva diretamente à morte de nossa civilização".

### Halloween
Em 2013, o arcebispo exortou os fiéis a não participarem das celebrações do Halloween "mesmo de forma lúdica". Ele apelidou de "festival anticristão" e pediu aos pais e professores que protegessem as crianças "contra suas imagens de terror e pavor" que eram o oposto da mensagem cristã. Ele publicou uma carta pastoral dedicada a isso e disse que introduzir as pessoas ao Halloween "é uma violação dos ensinamentos da Igreja", enquanto os incita a observar o Dia de Todos os Santos e o Dia de Todas as Almas .

## Amizade com o Papa João Paulo II
Jedraszewski era amigo íntimo do papa João Paulo II e os dois tornaram-se amigos em 1975, quando Jędraszewski residia no Colégio Polaco, em Roma, quando estudava no colégio pontifício gregoriano. O então cardeal Karol Józef Wojtyła residiu no Colégio Polaco quando em Roma e demonstrou um grande interesse pelos estudantes e seus estudos. Mas Wojtyla também gostava de filosofia e achava os estudos de Jędraszewski interessantes. Os dois discutiam frequentemente vários tópicos juntos. Os dois mantiveram correspondência pessoal um com o outro quando Wojtyla se tornou papa em 1978, e isso aumentou quando Jędraszewski se tornou bispo.